# Distenia granulipes
Distenia granulipes är en skalbaggsart som beskrevs av Jean François Villiers 1959. Distenia granulipes ingår i släktet Distenia och familjen långhorningar.
Artens utbredningsområde är Panama. Inga underarter finns listade i Catalogue of Life.